# Єдиний патентний суд
Єди́ний пате́нтний суд (ЄПС) — спільний наднаціональний патентний суд 18 держав-членів Європейського Союзу, який запрацював 1 червня 2023 року. Він розглядає справи щодо порушень та анулювання європейських патентів (звичайних європейських патентів, якщо в них не було право на неучасть, та унітарних патентів). Єдине судове рішення безпосередньо застосовується в державах-членах, які ратифікували Угоду про ЄПС (UPCA).
UPCA є правовою основою для суду. Вона була підписана як міжурядова угода у лютому 2013 року 25 державами-членами ЄС, за винятком Іспанії, Польщі та Хорватії. ЄПС набув чинности після виконання трьох заздалегідь визначених умов 1 червня 2023 року. Тимчасове застосування Угоди про ЄПС було розпочато 19 січня 2022 року, щоб підготуватися до належного функціонування суду після набуття чинности. Сполучене Королівство спочатку ратифікувало угоду, але вийшло з ЄПС у 2020 році після Brexit.
ЄПС складається з суду першої інстанції, апеляційного суду в Люксембурзі, центру арбітражу та посередництва та загального реєстру. Суд першої інстанції складається з центрального відділення в Парижі (з тематичними секціями в Мюнхені, а з 1 липня 2024 року в Мілані), разом із 13 місцевими та одним регіональним відділеннями. Перед центральним відділенням мовою процедури є англійська, французька або німецька, тоді як англійська в поєднанні з місцевою мовою є мовою процедури перед місцевими відділами.
З моменту набуття чинности Угодою про ЄПС можна також подати заяву про надання унітарної дії для європейського патент, яка потім застосовується в усіх державах, де діяла Угода про ЄПС на момент видачі європейського патенту. Оскарження рішень Європейського патентного офісу (ЄПВ) щодо надання унітарної чинности також можливе в Єдиному патентному суді.

## Передумови
Європейські патенти видаються Європейським патентним офісом відповідно до Європейської патентної конвенції (ЄПК) 1973 року. Станом на жовтень 2022 року сторонами ЄПК є 39 країн, включаючи всі держави Європейського Союзу. Після видачі європейський патент по суті стає «пакетом національних патентів» (у деяких країнах поширюються вимоги щодо перекладу на офіційну мову цієї держави) у всіх державах окремо, після чого мита за продовження також сплачуються в усіх державах, де застосовується патент. Провадження щодо порушення в одній країні практично не впливають на інші, що іноді призводить до паралельних судових процесів щодо того самого європейського патенту в різних країнах, з можливістю мати різні результати цих національних судових розглядів. Ця фрагментарна ситуація розглядається як перешкода для створення внутрішнього ринку в Європейському Союзі.
Щоб зменшити витрати на переклад і судові процеси, Європейський Союз прийняв законодавство про європейські патенти з єдиною дією. Європейський парламент схвалив запропонований регламент 11 грудня 2012 року, і він набув чинности в січні 2013 року. Оскільки Іспанія та Італія заперечували проти вимог перекладу, які стосувалися лише трьох мов Європейської патентної конвенції: англійської, німецької та французької, вони спочатку не брали участі в регламенті, який, таким чином, був організований як розширений механізм співпраці між державами-членами, але Італія згодом приєдналася. Реєстрація єдиної дії має бути організована Європейським патентним відомством і вимагає менше перекладів і єдиного збору за продовження для всієї території. Унітарний патент існує разом із «звичайними» європейськими патентами.
Уніфікований патентний захист, однак, також вимагає єдиної системи розгляду патентних судових процесів. Це передбачено Єдиним патентним судом, створеним відповідно до Угоди про Єдиний патентний суд, підписаної 19 лютого 2013 року, який може розглядати справи, пов'язані з європейськими патентами з унітарною дією та без неї. Угода також містить багато положень запропонованої Європейської патентної угоди про судовий розгляд. Положення про єдиний патент застосовуються з моменту набрання чинности Угодою про Єдиний патентний суд 1 червня 2023 року.

## Місцезнаходження

### Суд першої інстанції
Суд першої інстанції має центральний відділ із місцем розташування в Парижі та тематичні секції в Мюнхені (справи з машинобудування) та Мілані. Розподіл справ у центральному відділі викладено в Додатку II UPCA, який є невід'ємною частиною Угоди. Хоча офіційно заплановано провести тематичну секцію, присвячену хімії, включаючи фармацевтику, Лондон не проводить секцію після Brexit, оскільки інші філії центрального відділу тимчасово беруть на себе ці справи. Зміни до Угоди UPC набули чинности 1 липня 2024 року, щоб врахувати заміну Лондона на Мілан як тематичний розділ, одночасно перемістивши частину очікуваного навантаження справ до Мюнхена та Парижа.
Поруч із центральним відділом країни-учасниці можуть створювати місцеві або регіональні відділи максимальної кількости залежно від кількости справ. Характеристику підрозділів та їх територіальну юрисдикцію наведено нижче:
| Тип                  | Зацікавлена(і) держава(и).                                   | Розташування                   | Мова(и)                                         | Number of local judges |
| -------------------- | ------------------------------------------------------------ | ------------------------------ | ----------------------------------------------- | ---------------------- |
| Центральний          | Усі                                                          | Париж                          | Англійська, французька, німецька                |                        |
| Центральний (секція) | Усі                                                          | Мілан                          | Англійська, французька, німецька                |                        |
| Центральний (секція) | Усі                                                          | Мюнхен                         | Англійська, французька, німецька                |                        |
| Регіональний         | Естонія, Латвія, Литва, Швеція (Північно-Балтійська дивізія) | Стокгольм (в основному)        | Англійська                                      | 2                      |
| Місцевий             | Австрія                                                      | Відень                         | Німецька та англійська                          | 1                      |
| Місцевий             | Бельгія                                                      | Брюссельський столичний регіон | Нідерандська, англійська#, французька, німецька | 1                      |
| Місцевий             | Данія                                                        | Копенгаген                     | Данська, англійська                             | 1                      |
| Місцевий             | Франція                                                      | Париж                          | Французька, англійська#                         | 2                      |
| Місцевий             | Фінляндія                                                    | Гельсінкі                      | Англійська, фінська, шведська                   | 1                      |
| Місцевий             | Німеччина                                                    | Дюссельдорф                    | Німецька, англійська#                           | 2                      |
| Місцевий             | Німеччина                                                    | Гамбург                        | Німецька, англійська#                           | 2                      |
| Місцевий             | Німеччина                                                    | Мангайм                        | Німецька, англійська#                           | 2                      |
| Місцевий             | Німеччина                                                    | Мюнхен                         | Німецька, англійська#                           | 2                      |
| Місцевий             | Італія                                                       | Мілан                          | Італійська, англійська#                         | 2                      |
| Місцевий             | Нідерланди                                                   | Гаага                          | Нідерландська та англійська                     | 2                      |
| Місцевий             | Португалія                                                   | Лісабон                        | Португальська та англійська                     | 1                      |
| Місцевий             | Словенія                                                     | Любляна                        | Словенська та англійська                        | 1                      |

# Суддя-доповідач може вирішити використовувати національну мову для усного провадження та/або ухвалення рішення.
З держав, які ратифікували, Болгарія, Люксембург, Мальта та Румунія не входять до місцевого чи регіонального відділу, і позови, які зазвичай можуть бути подані до місцевого відділу цих держав, можуть бути подані до Центрального відділу.

### Апеляційний суд
Апеляційний суд розташований у Люксембурзі та також виконує функції канцелярії.

### Інші види діяльности
Навчання суддів відбувається в Будапешті, а в Лісабоні та Любляні розташовані центри патентного посередництва та арбітражу. 13 березня 2014 року в Будапешті було офіційно відкрито навчальний центр для суддів та кандидатів у судді.

## Процес

### Колегія
Система включає як юридично, так і технічно кваліфікованих суддів, які працюватимуть у колегіях із трьох (суд першої інстанції) або п'яти (апеляційний суд) суддів. Місцеві відділи можуть вимагати (власноручно або за клопотанням однієї зі сторін) додати додаткового технічно кваліфікованого суддю.
Огляд складу суддівських колегій є таким:
| Тип поділу                  | Суд             | Кількість суддів | Нац. поділ | Кваліфіковані судді | Технічно кваліфіковані судді |
| --------------------------- | --------------- | ---------------- | ---------- | ------------------- | ---------------------------- |
| Центральний                 | Перша інстанція | 3                |            | 2 А (3) А, Б        | 1 (0) B                      |
| Місцевий (<50 випадків/рік) | Перша інстанція | 3 (4) С          | 1          | 3                   | 0 (1) С                      |
| Місцевий (>50 випадків/рік) | Перша інстанція | 3 (4) С          | 2          | 3                   | 0 (1) С                      |
| Регіональний                | Перша інстанція | 3 (4) С          | 2          | 3                   | 0 (1) С                      |
| Апеляційний суд             | Звернення       | 5 (3) B          |            | 3 А                 | 2 (0) Б                      |

А різних національностей B Коли йдеться про позови згідно зі статтею 32(1)(i) UPCA (позови щодо рішень ЄПВ щодо адміністрування унітарних патентів), або коли звернення має нетехнічний характер і не йдеться про технічні проблеми.
C За запитом однієї зі сторін (або комісії)

### Провадження в суді
Розгляд у Суді складається з трьох послідовних частин: письмової процедури, тимчасової процедури та усної процедури.

### Процедура оскарження
Апеляції на рішення суду першої інстанції можуть бути подані до Апеляційного суду «протягом двох місяців з дати повідомлення про рішення». Крім того, апеляції на певні постанови (наприклад, постанову про надання доказів), винесені судом першої інстанції, також можуть бути подані до Апеляційного суду, але протягом коротшого терміну, тобто «протягом 15 календарних днів з дати повідомлення заявника про постанову». Апеляції можуть бути подані як з питань права, так і з питань фактів.
Апеляційний суд може передавати справи виняткової важливості на розгляд повного складу (тобто Апеляційного суду, який засідає як повний суд), щоб забезпечити «єдність і послідовність прецедентного права Суду».

### Мова процесу
Провадження в місцевому або регіональному відділі зазвичай відбуваються місцевою мовою місцевого або регіонального відділу, офіційною мовою ЄПВ (англійською, німецькою або французькою), якщо місцевий або регіональний відділ визначив таку мову, або мовою, якою було видано патент (англійською, німецькою або французькою), якщо сторони та комісія погоджуються. У центральному відділі провадження відбувається тією мовою, якою було видано патент (англійською, німецькою або французькою). Провадження в апеляційному суді зазвичай ведеться мовою, яка використовується в суді першої інстанції або мовою, якою було видано патент (англійською, німецькою або французькою), якщо всі сторони погоджуються.

### Судовий збір
Для фінансування свого бюджету ЄПС використовує власні фінансові доходи, зокрема судові збори, , які встановлюються Адміністративним комітетом ЄПС.

## Управління
Є три комітети «для забезпечення ефективного впровадження та функціонування» Угоди:
- Адміністративний комітет, що складається з одного представника від кожної Договірної держави-члена[44]

Створений на основі тимчасової заявки, він провів своє установче засідання в лютому 2022 року. Його очолює Йоганнес Кархер (виконуючий обов'язки).
- Бюджетний комітет, який також складається з одного представника від кожної Договірної держави-члена[46]
- Консультативний комітет, до складу якого входять «патентні судді та практики патентного права та патентного судочинства з найвищою визнаною компетенцією»,[47] серед іншого, якому доручено надавати поради щодо відбору суддів.[45] Віллем Гойнґ є його головою.[48]

Підготовчий комітет був створений для набуття чинности, коли буде досягнуто необхідної кількости ратифікацій. Комітет провів своє перше засідання у березні 2013 року і спочатку очолювався Полом ван Беукерінгом, а потім Александером Рамсеєм.

## Судді
Список призначених суддів UPC був опублікований 19 жовтня 2022 року і містить 34 судді з юридичною кваліфікацією та 51 суддю з технічною кваліфікацією. Клаус Ґрабінський (Німеччина) є головою Апеляційного суду, а Флоранс Бутін (Франція) є головою Суду першої інстанції.